# Stemmiulus latens
Stemmiulus latens är en mångfotingart. Stemmiulus latens ingår i släktet Stemmiulus och familjen Stemmiulidae. Inga underarter finns listade i Catalogue of Life.